# Неботичник
Неботичник (дослівно зі словен. Хмарочос) — визначна висотна будівля, розташована в центрі міста Любляна, столиці Словенії, на розі вулиць Штефанова та Словенска цеста. Є однією з найбільш впізнаваних визначних пам'яток міста. Ця будівля із 13-ма поверхами має висоту 70.35 метрів і є шостою найвищою будівлею в Словенії. Вона була спроєктована словенським архітектором Владіміром Шубічем для Пенсійного фонду, який вклав гроші у будівництво. Будівництво почалось 19 квітня 1931 і будівля була відкрита 21 лютого 1933. На момент закінчення спорудження це був найвищий будинок Королівства Югославія і всій Центральній Європі, а також дев'ятий найвищий в Європі, що було об'єктом гордості жителів Любляни. Він деякий час був найвищим житловим будинком в Європі. 23 грудня 2003 будівлю було внесено до реєстру культурної спадщини Словенії як пам'ятку загальнодержавного значення. "Неботичник" є однією з найбільш впізнаваних пам'яток Любляни.
З економічної точки зору, "Неботичник" являв собою кульмінацію роботи Пенсійного фонду, який всі попередні роки був фінансово успішним. Після початку будівництва справи у Пенсійного фонду погіршились, він почав демонструвати низьку прибутковість, підживлювану економічною кризою, дороговизною будівництва та помилок в ньому. Богдан Зупанчич, співробітник Музею архітектури і дизайну в Любляні та автор книжок про архітектуру Словенії, написав у своїй книзі «Люблянський хмарочос - гроші та архітектура» що "Неботичник" є відображенням бажань тодішньої еліти, яка захопилася американським модернізмом.
"Неботичник", будучи місцем переважно для бізнесу, є місцем розташування багатьох магазинів на першому поверсі, який поділяється на два підрівні. Різні офіси займають поверхи від другого до п'ятого. Поверхи від шостого до дев'ятого є житловими. На останніх чотирьох поверхах знаходяться: ресторан на 10-му, бар-клуб на 11-му, кав'ярня із оглядовим майданчиком на 12-му та VIP-зала на 13-му.
Довгі роки після відкриття в "Неботичнику" розташовувався готель, який закрився в 1990-их роках. Кав'ярня теж із часом закрилась, але відкрилась знову в липні 2010 року, а бар і новий ресторан у вересні 2010 року. 12 червня 2007 Пенсійний фонд продав останні чотири поверхи будинку австралійській компанії «Terra Australis» за 2 120 000 євро. Компанія поставила собі завдання повернути "хмарочосу" колишню славу і справилась із ним. В 2010-их роках була проведена ретельна реконструкція останніх поверхів за рахунок «Terra Australis» та Інституту охорони культурної спадщини Словенії.

## Архітектура

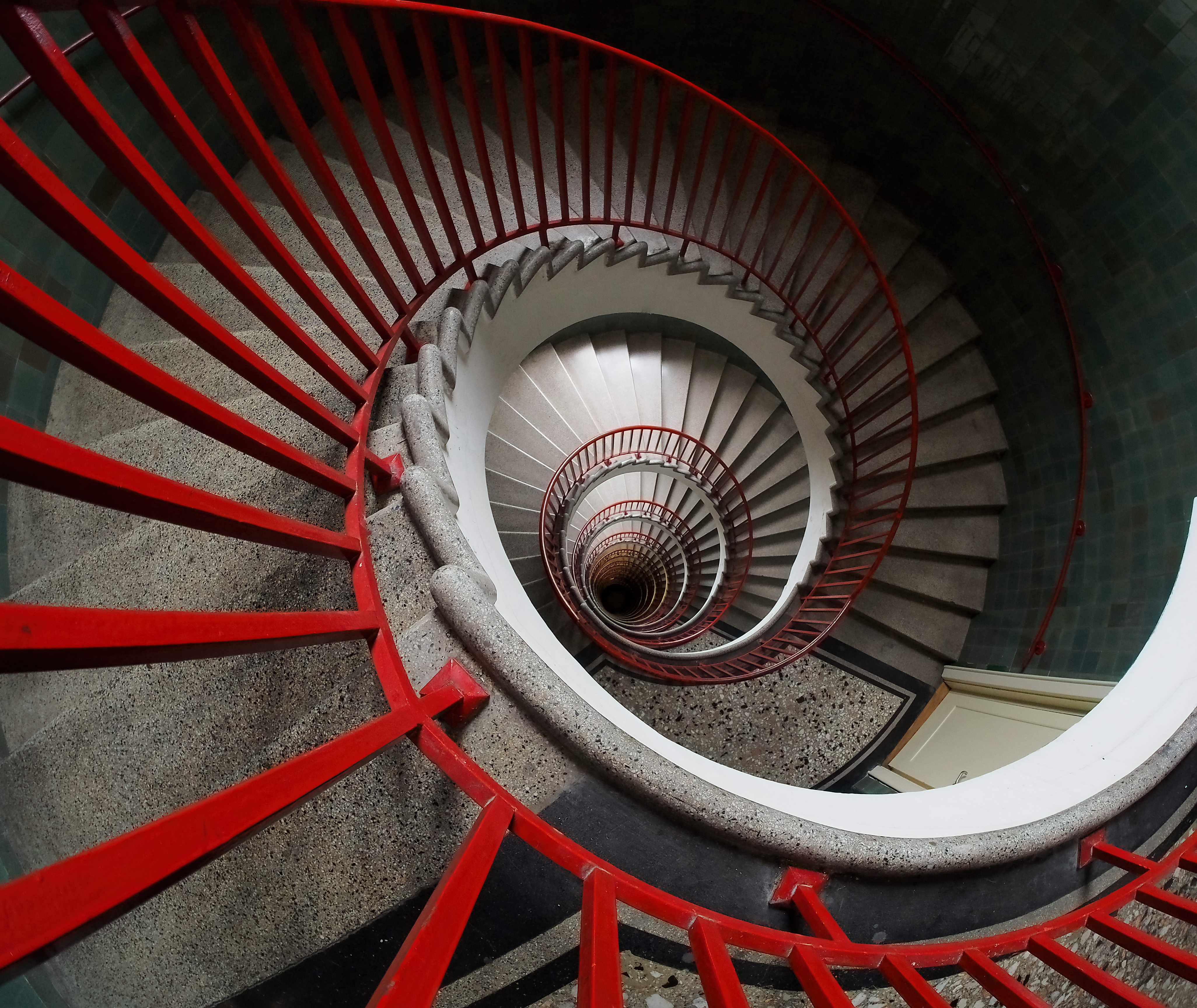
Гвинтові сходи в стилі "ар деко".

Будівля "Неботичник" спочатку проєктувалась як восьмиповерхова. Її головним архітектором був Владімір Шубіч, йому допомагали Ладіслав Хам та Іво Медвед (павільйон на терасі), Мар'ян Мушич (верхівка), Мар'ян Север, та Боян Ступіца (інтер'єр кав'ярні). Будівля була прикрашена скульптурами Лойзе Долінара (скульптура жінки на боковому фасаді на висоті сьомого поверху), Боріса Каліна (ліпнина над головним входом) та Франца Ґорше (чотири бронзові голови у вестибюлі). Дизайн будівлі заснований на стилях ар деко та неокласичному, вона прикрашена пілястрами на верхніх поверхах. Її дизайн слідує класичному поділу високих будівель на три секції із різним стилем, як це вперше було зроблено американським архітектором Луїсом Салліваном. Конструкція складається із основи, яку бачать пішоходи на вулиці і яка є найбільш рясно прикрашеною; із однорідного корпусу; із верхівки, що є колонадою із флагштоком, який був доданий вже після завершення будівництва. Фасад переривається рівномірно розподіленими прямокутними вікнами, вмурованими в камінь. На одинадцятому поверсі, де розташований бар, напівкруглі вікна.
Вхід на першому поверсі веде до вестибюля, викладеного карстовим мармуром і прикрашеного чотирма головами-скульптурами, які згідно з греко-римською міфологєю, представляють охоронців будинку, меценатів будинку та родини що в ньому проживають. До верхніх поверхів можна дістатися ліфтом або гвинтовими сходами в центрі будівлі. Два ліфти є швидкими і возять відвідувачів до кав'ярні на верхніх поверхах, а повільніший третій веде до житлових поверхів. Сходи закінчуються на одинадцятому поверсі. 
Фасад прикрашений чотириметровою скульптурою жінки, робота словенського скульптора Лойзе Долінара. Скульптури на лоджії спроєктував словенський скульптор Франц Ґорше. На захід від «Неботичника» знаходиться инша шестиповерхова житлова споруда, спроєктована тим же архітектором. 

## Будівництво
Будівництво "Неботичника", замовлене Пенсійним фондом, одразу стало спірним. Оскільки це мала бути перша будівля, яка вознесеться над бароковими силуетами міських дзвіниць, деякі жителі Любляни боялися що нова будівля зіпсує краєвид і називали будівлю "дивною". Будівля знаходиться на місці, де колись був середньовічним монастир, і під час підготовки до будівництва, будівельники знайшли криницю 13-го сторіччя. На фундаментному камені був висічений вірш словенського поета Отона Жупанчича під назвою «Наше зерно матиме урожай, а наш урожай буде під безпечним дахом».
Необхідні розрахунки були зроблені інженером Станко Дімніком, який також був відповідальним інженером. Роботи із спорудження були здійснені Люблянською Будівельною Компанією під керівництвом Івана Бріцеля.
"Неботичник" було збудовано з використанням залізобетону та багатьох инших технологій, які були новітніми на той час. Була зроблена система централізованого опалення із використанням автоматизованих спалювачів палива та система подачі води на останні сім поверхів автоматичними насосами. Кав'ярня має систему тискової вентиляції та отримує гарячу воду із підвалу.
Будівля була споруджена із дотриманням найжорсткіших японських анти-сейсмічних вимог, вона підтримується 16-ма палями по 18 метрів., що робить "Неботичник" одним із найбільш землетрусостійких в Любляні.